# Вишнёвка (приток Лесного Воронежа)
Вишнёвка — река в России, протекает по территории Тамбовской области. Устье реки находится в 92 км от устья реки Лесной Воронеж по правому берегу. Исток реки находится на севере Староюрьевского района, устье ниже с. Вишневое. Длина реки составляет 40 км, площадь водосборного бассейна — 418 км². Река имеет притоки. Большая Вишнёвка (левый), длина 13 км; Ржавец (правый), длина 9,9 км; Хоботец (правый), длина 12 км.

## Данные водного реестра
По данным государственного водного реестра России относится к Донскому бассейновому округу, речной подбассейн реки — бассейны притоков Дона до впадения Хопра. Речной бассейн реки — Дон (российская часть бассейна).
Код объекта в государственном водном реестре — 05010100512107000002481.